# Katedrala sv. Petra i Pavla u Sarajevu
Katedrala sv. Petra i Pavla bila je katedrala koju je dao podići biskup Ponza. Podignuta je 1238. godine u mjestu Brdu kod Vrhbosne. Posvećena je sv. Petru i Pavlu. Uz katedralu bio je i kaptol. Time je naselje na mjestu današnjeg Sarajeva dobiva ime Vrhbosanje.
Iz tih vremena datira kamen s ugraviranim natpisom: 'Beati Petri in Verb(osna)". Ovaj kamen uzet kao logotip Papina posjeta Crkvi u BiH.
1415. ovdje se spominje župa Vrhbosna, a jedan od arhitektonskih simbola te župe jest već spomenuti dio oltarne menze katedrale sv. Petra s latinskim slovima: (Apost) OLI PETRI VERB(osnensi). Taj komad ugrađen je u ambon sarajevske katedrale Srca Isusova sagrađene 1889. godine.